# Geek rock
Geek rock (também conhecido como Nerd rock) é um subgênero do rock alternativo.
Algumas bandas que exemplificam o som geek rock são o cantor Tim Minchin, a banda They Might Be Giants, Weezer, Fountains of Wayne, Barenaked Ladies., Motion City Soundtrack e Power Nerds (Banda Brasileira).